# Accademia delle scienze dell'Uzbekistan
L'Accademia delle scienze dell'Uzbekistan (in uzbeko Oʻzbekiston Respublikasi Fanlar akademiyasi) è il più importante istituto scientifico dell'Uzbekistan che si impegna nella ricerca di base e applicata nel campo della scienza, dell'ingegneria, della cultura e dell'istruzione.

## Storia
L'accademia venne fondata nel 1943 nell'allora RSS Uzbeka come ramo dell'Accademia delle scienze dell'URSS. Con l'indipendenza del paese raggiunta nel 1991 e con il varo della costituzione dell'anno successivo, la neonata repubblica intraprese un rinnovamento qualitativo in tutte le sfere della vita politica, economica, sociale, culturale e spirituale. In tal senso l'Accademia delle scienze assunse un ruolo determinante contribuendo attivamente ai maggiori traguardi scientifici.

## Descrizione
L'Accademia delle scienze dell'Uzbekistan coordina lo sviluppo scientifico e promuove l'applicazione dei traguardi scientifici conseguiti e delle alte tecnologie, contribuendo allo sviluppo intellettuale ed economico della nazione.
È suddivisa in diversi enti regionali e tematici come l'Accademia delle scienze fisiche, matematiche, astronomiche e tecniche, l'Accademia delle scienze chimiche, biologiche, mediche e terrestri, l'Accademia delle scienze sociali e umanistiche, l'Accademia caracapalca delle scienze, l'Accademia delle scienze di Samarcanda, il Centro scientifico di Bukhara e l'Accademia corasma delle scienze.
Al suo interno vi sono 48 istituti di ricerca che si occupano di 422 sottodiscipline. L'accademia pubblica una rivista intitolata Fan e comprende la Biblioteca principale, cinque musei e altre strutture.

## Presidenti
Di seguito i presidenti dell'Accademia delle scienze dell'Uzbekistan:
- Toshmuhammad Qori-Niyoziy
- Toshmuhammad Sarimsoqov
- Tesha Zohidov
- Habib Abdullayev
- Ubay Orifov
- Obid Sodiqov
- Po‘lat Habibullayev
- Mahmud Salohiddinov
- Jo‘ra Abdullayev
- Toʻxtamurod Joʻrayev
- Toxir Oripov
- Shavkat Solihov
- Behzod Yo‘ldoshev